# John Wesley Hyatt
John Wesley Hyatt (Starkey, 28 novembre 1837 – Short Hills, 10 maggio 1920) è stato un inventore statunitense.

## Biografia
Nato nello stato di New York iniziò a lavorare all'età di 16 anni. Cercando un materiale che potesse sostituire l'avorio nella produzione delle palle da biliardo fece degli esperimenti con un nuovo materiale dell'epoca, creato da Alexander Parkes. Il risultato fu la celluloide, brevettata negli USA nel 1869. La stessa invenzione venne brevettata anche in Inghilterra da un altro inventore, Daniel Spill dandogli il nome di "Xylonite". Questo fece iniziare una disputa su chi dovesse tenere i diritti del brevetto, ma alla fine fu riconosciuto in Alexander Parkes l'unico autore della celluloide. Fra le altre sue invenzioni ci fu una particolare macchina per cucire.